# Bikkia pancheri
Bikkia pancheri är en måreväxtart som först beskrevs av Adolphe-Théodore Brongniart, och fick sitt nu gällande namn av André Guillaumin. Bikkia pancheri ingår i släktet Bikkia och familjen måreväxter. Inga underarter finns listade i Catalogue of Life.